# Josip de Anchieta
Josip de Anchieta (San Cristóbal de La Laguna, 19. ožujka 1534. – Reritiba, 9. lipnja 1597.), španjolski isusovac, misionar i svetac Katoličke crkve.

## Životopis
Sveti Josip de Anchieta rođen je 19. ožujka 1534. u San Cristóbal de La Laguni. U Coimbri 1. svibnja 1551. stupa u Družbu Isusovu. Zbog slabog zdravlja dvije godine kasnije poslan je na oporavak u Brazil. Josip je ipak ondje ostao i postao misionar. 1554. je s provincijalom Manuelom de Nobregom sudjelovao u osnivanju nove misije i otvorenju kolegija Družbe Isusove u Piratiningi.
Kako bi mogao bolje djelovati na novom području, naučio je i njihov jezik. Na tom jeziku je napisao neka velika djela koja i danas uživaju velik ugled. Godine 1566. Josip se zaređuje za svećenika. Kasnije je radio na preobraćenjima urođenika u Reritibi. U Reritibi je umro 9. lipnja 1597. Blaženim ga je proglasio papa Ivan Pavao II. 22. lipnja 1980. Papa Franjo ga je proglasio svetim 3. travnja 2014.